# Albergo dei Poveri
A Királyi Menhely (Albergo Reale dei Poveri) egy  valaha kórház/menedékhelyként működő épület Nápoly nyugati felében, a Piazza Carlo III-n. Ferdinando Fuga tervei alapján kezdték építeni 1751-ben. Öt emelet magas, 300 m hosszú. III. Károly Bourbon király parancsára épült a róla elnevezett téren, aki menedékhelynek szánta a hajléktalanok és betegek számára, önfenntartó intézményt képzelt el. Eredeti tervek szerint öt belső udvara lett volna, viszont ebből csak egy épült fel. Nápoly óvárosával egyetemben a világörökség része. 
Ma konferencia-központ valamint kiállítótermek működnek falai közt. Az utolsó felújítási munkálatokat 2006-ban végezték az épületen

## A kápolna
A Monte dei Poveri egy kápolna az épület udvarán. 1663-ban épült barokk stílusban. Oltárát Luca Giordano készítette: Krisztus körülmetélését ábrázolja. Figyelemre méltók a kápolna boltozatát díszítő freskók is. 